# Andy Cruz
Andy Cruz (Matanzas, Cuba, 12 de agosto de 1995) es un deportista olímpico cubano que compite en boxeo, en la categoría de peso ligero y que consiguió la medalla de oro en los Juegos Olímpicos de Tokio 2020.
Se proclamó vencedor de la categoría de peso ligero en los Juegos Panamericanos de 2019 y en los Juegos Panamericanos de 2015.

## Palmarés internacional
| Juegos Olímpicos     | Juegos Olímpicos  | Juegos Olímpicos | Juegos Olímpicos |
| Año                  | Lugar             | Medalla          | Prueba           |
| -------------------- | ----------------- | ---------------- | ---------------- |
| 2021                 | Tokio ( Japón)    | Medalla de oro   | Peso ligero      |
| Juegos Panamericanos |                   |                  |                  |
| 2019                 | Lima ( Perú)      | Medalla de oro   | Peso ligero      |
| 2015                 | Toronto ( Canadá) | Medalla de oro   | Peso gallo       |